# Epilobium hirsutum

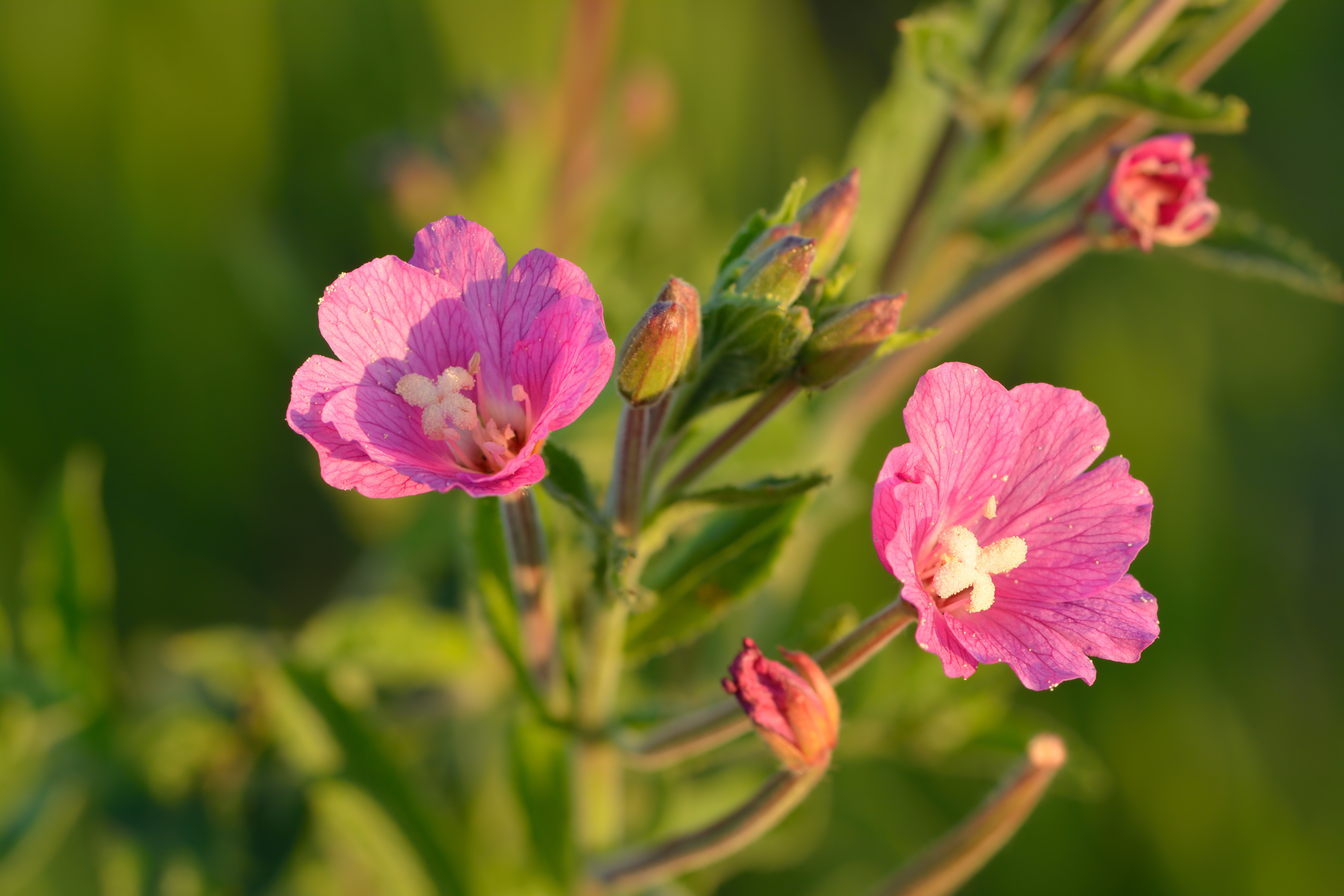
Flores

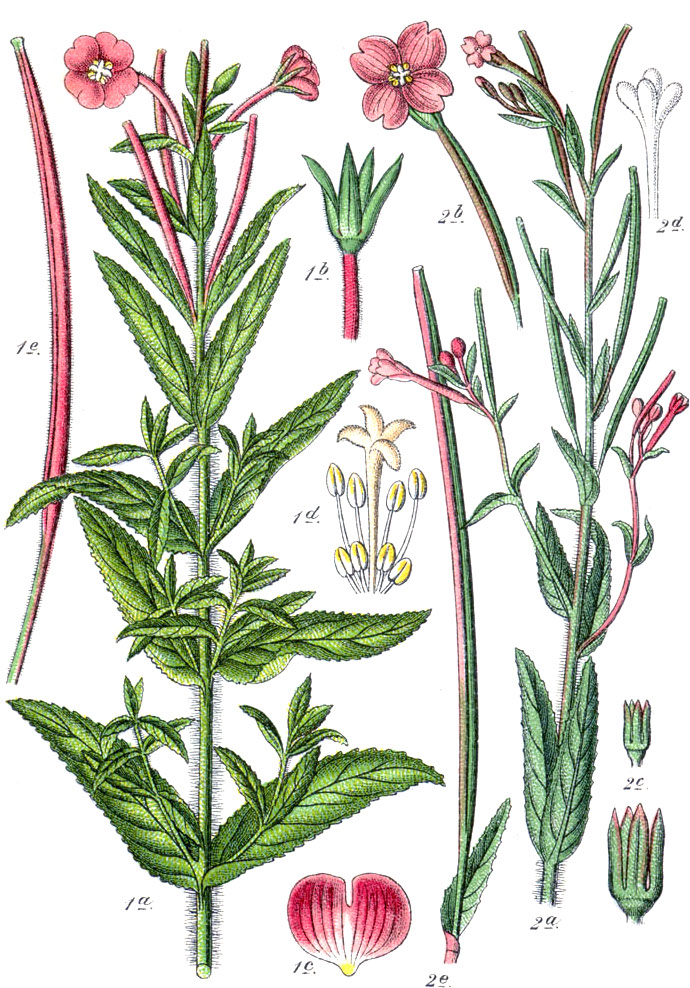
Ilustración

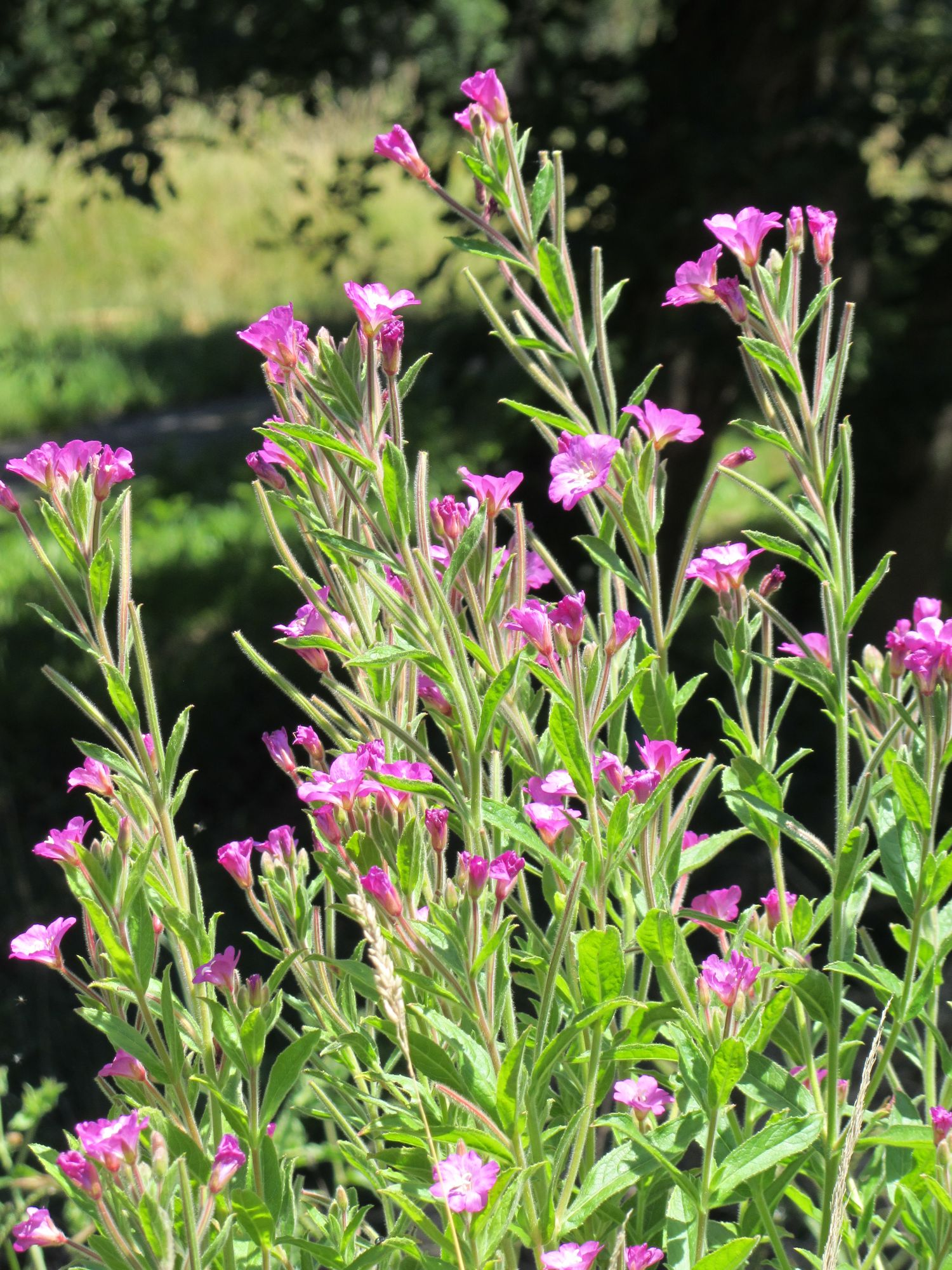
Vista de la planta

La hierba de San Antonio  o epilobio velludo (Epilobium hirsutum) es una planta herbácea perenne de la familia Onagraceae.

## Hábitat
Crece en lugares húmedos, encharcados y pantanosos de Europa, aunque se ha naturalizado también en Norteamérica y Sudamérica (Argentina).

## Descripción
Su tallo es similar al epilobio, pero como indica su nombre latino hirsutum, presenta una abundante lanosidad. Cuando se aprieta la planta con los dedos.
Es una planta perenne, alcanzando un máximo de 2 metros de altura. Sus robustos tallos son ramificados y tienen numerosos pelos. Las hojas son peludas y son de 2-12 cm de longitud y 0.5-3.5 cm de ancho, son largas y delgadas y son más amplias en el  centro. Tienen los bordes dentados y sin tallo. Las grandes flores tienen cuatro pétalos, estos son de color rosado-púrpura y son generalmente de 10-16 mm de largo.  El estigma es blanco y tiene cuatro lóbulos. Los sépalos son verdes.

## Taxonomía
Epilobium hirsutum fue descrita por  Carlos Linneo y publicado en Species Plantarum 1: 347–348. 1753.
Citología
Número de cromosomas de Epilobium hirsutum (Fam. Onagraceae) y táxones infraespecíficos:  2n=36
Etimología
Epilobium: nombre genérico que proviene de las palabras griegas: epi = "sobre", y lobos = "una vaina o cápsula," como la flor y la cápsula aparecen juntas, la corola está soportada en el extremo del ovario.
hirsutum: epíteto latíno que significa "con pelos".
Sinonimia
- Epilobium villosum Thunb.   [1794]
- Epilobium velutinum Nevski [1937]
- Epilobium tomentosum Vent. [1802]
- Epilobium serratum Jacquem. ex C.B.Clarke in Hook.f. [1876]
- Epilobium sericeum Benth. in Wall. [1832]
- Epilobium ramosum Huds. [1762]
- Epilobium peradnatum Borbás [1879]
- Epilobium nassirelinulcii Stapf [1886]
- Epilobium mirei Quézel [1957]
- Epilobium laetum Wall. [1832]
- Epilobium himalense Royle [1839]
- Epilobium grandiflorum Weber in F.H.Wigg. [1780]
- Epilobium aquaticum Thuill. [1799]
- Epilobium amplexicaule Lam. [1779]
- Epilobium incanum Pers. [1805]
- Chamaenerion hirsutum (L.) Scop. [1771]
- Chamaenerion grandiflorum Moench[7]
- Epilobium dubium Borbás
- Epilobium foliosum Hochst.[8]

## Nombres comunes
- Castellano: adelfa, adelfa pequeña, adelfilla (3), adelfilla pelosa (14), clavelillos de San Antonio (2), hierba de San Antonio (14), laurel de San Antonio (8), lazos de la reina, lirio con que tiñen los tintores, lisimaquia de flor purpúrea, plumaje de reina, reina peinada, rosadalfilla, rosadelfilla (5), yerba de San Antonio.(el número entre paréntesis indica las especies que tienen el mismo nombre en España)[9]